# 枝穗大黄
枝穗大黄（学名：Rheum rhizostachyum）为蓼科大黄属下的一个种。

## 扩展阅读
- 維基物種上的相關：枝穗大黄